# Hospitality Club
Hospitality Club – społecznościowy serwis kwaterunkowy, dostępny w kilkudziesięciu językach, skupiający osoby, które mogą zaoferować nocleg, zaprosić na obiad lub pokazać swoje miasto lub też te, które chcą skorzystać z takiej możliwości. Ponadto często w różnych miejscach na świecie odbywają się spotkania członków Hospitality Club – HC Meetings. W portalu zarejestrowanych jest obecnie ponad 300 000 użytkowników z ponad 200 krajów.
Rejestracja jest bezpłatna i dostępna dla każdego, proces rejestracji może jednak trwać od kilku godzin do kilkunastu dni, ponieważ każdy nowo utworzony profil jest weryfikowany przez wolontariuszy.